# Нослы
Нослы — деревня в Малмыжском районе Кировской области. Входит в состав  Калининского сельского поселения. Расположена в 7 км от реки Шошма.

## Климат
Климат здесь умеренно-континентальный. Из-за близости Северного Ледовитого океана и отсутствия гор, защищающих северные ветры, зима долгая и холодная, а лето также очень холодное с частыми засухами.

## География
Деревня находится в 10 километрах от Малмыжа, в 270 километрах от Кирова и в 120 километрах от Казани. Также в 15 километрах находится река Вятка. 

## Население
По данным переписи населения в 2021 году в Нослах проживает 231 человек. По национальному составу преобладают татары.